# Medojevići (Republika Serbska)
Medojevići (cyr. Медојевићи) – wieś w Bośni i Hercegowinie, w Republice Serbskiej, w mieście Sarajewo Wschodnie, w gminie Sokolac. W 2013 roku liczyła 23 mieszkańców.